# Waalse Pijl 1987
De 51e editie van de Waalse Pijl (ook wel bekend als La Flèche Wallonne) werd gehouden op woensdag 15 april 1987. Het parcours had een lengte van 245 kilometer. De start lag in Spa en de finish was voor het derde jaar op rij op de top van de Muur van Hoei. Van de 239 gestarte renners bereikten 63 coureurs de eindstreep.

## Verloop
Met Jean-Claude Leclercq, die in de vorige editie als tweede eindigde achter Laurent Fignon, won voor het tweede jaar op rij een Fransman.
Leclercq behoorde tot de kopgroep van zes renners die zich tijdens de tweede beklimming van de Muur van Hoei had losgemaakt uit het peloton. Hij profiteerde van de rivaliteit tussen de twee favorieten: de Belg Claude Criquielion en de Ier Stephen Roche. Ook de Duitser Rolf Gölz, de Fransman Yvon Madiot en de vrij onbekende Engelsman Paul Watson behoorden tot de kopgroep.
Op twaalf kilometer voor de finish sprong de 24-jarige Fransman weg. Doordat Criquielion en Roche weifelden, kon Leclercq uit de greep van zijn achtervolgers blijven. Criquielion zette later nog de achtervolging in, maar hij haalde de Fransman niet meer bij. De Belg moest op de eindstreep 26 seconden toegeven. Gölz kwam als derde over de meet met een achterstand van 51 seconden. 
Beste Nederlander was Gert-Jan Theunisse die als zestiende finishte op iets meer dan drie minuten.

## Uitslag
| Waalse Pijl 1987 |                      |                          |          |
| Plaats           | Naam                 | Ploeg                    | Tijd     |
| Winnaar          | Jean-Claude Leclercq | Toshiba-La Vie Claire    | 6u19'23" |
| 2                | Claude Criquielion   | Hitachi-Marc-Rossin      | + 26"    |
| 3                | Rolf Gölz            | Superconfex-Kwantum-Yoko | + 51"    |
| 4                | Stephen Roche        | Carrera Jeans-Vagabond   | + 56"    |
| 5                | Yvon Madiot          | Système U                | + 1'07"  |
| 6                | Paul Watson          | Lycra-Halfords           | + 1'22"  |
| 7                | Dag Otto Lauritzen   | 7 Eleven                 | + 1'29"  |
| 8                | Martial Gayant       | Système U                | + 1'45"  |
| 9                | Alberto Volpi        | Gewiss-Bianchi           | + 1'58"  |
| 10               | Moreno Argentin      | Gewiss-Bianchi           | + 2'30"  |
|                  |                      |                          |          |
| 16               | Gert-Jan Theunisse   | PDM-Ultima-Concorde      | + 3'02"  |

1936 · 1937 · 1938 · 1939 · 1940 · 1941 · 1942 · 1943 · 1944 · 1945 · 1946 · 1947 · 1948 · 1949 · 1950 · 1951 · 1952 · 1953 · 1954 · 1955 · 1956 · 1957 · 1958 · 1959 · 1960 · 1961 · 1962 · 1963 · 1964 · 1965 · 1966 · 1967 · 1968 · 1969 · 1970 · 1971 · 1972 · 1973 · 1974 · 1975 · 1976 · 1977 · 1978 · 1979 · 1980 · 1981 · 1982 · 1983 · 1984 · 1985 · 1986 · 1987 · 1988 · 1989 · 1990 · 1991 · 1992 · 1993 · 1994 · 1995 · 1996 · 1997 · 1998 · 1999 · 2000 · 2001 · 2002 · 2003 · 2004 · 2005 · 2006 · 2007 · 2008 · 2009 · 2010 · 2011 · 2012 · 2013 · 2014 · 2015 · 2016 · 2017 · 2018 · 2019 · 2020 · 2021 · 2022 · 2023 · 2024 · 2025 · 2026
Lijst van beklimmingen